# Rettocele
Per rettocele (o proctocele) in campo medico, si intende una condizione del solo sesso femminile, ovvero la protrusione del retto e della fascia rettovaginale nella vagina.

## Sintomatologia
Anche se frequente nella donna non comporta alcun sintomo, si ha però difficoltà nel defecare in quanto altera le spinte pressorie. Nelle forme più gravi si riscontra dispareunia.

## Eziologia
La causa è un indebolimento della muscolatura della vagina, e tale anomalia si riscontra molto facilmente nelle donne in gravidanza, ma anche in seguito ad interventi chirurgici o in seguito ad indebolimento fisico fisiologico per l'età.

## Terapia
Il trattamento risolutivo è chirurgico, ma raramente si effettua, mentre un cambio di regime alimentare, con maggiore introito di fibre e un maggiore apporto d'acqua possono essere d'aiuto.